# Maria Lodenborg
Maria Lodenborg (født d. 11. oktober 1985) er en svensk studievært på TV4. Hun er på nuværende tidspunkt vært på Ordjakten og Jackpot, men har også tidligere været værtinde på Nattöppet. Hun har også lavet radio.